# Cynthia Barcomi Friedman

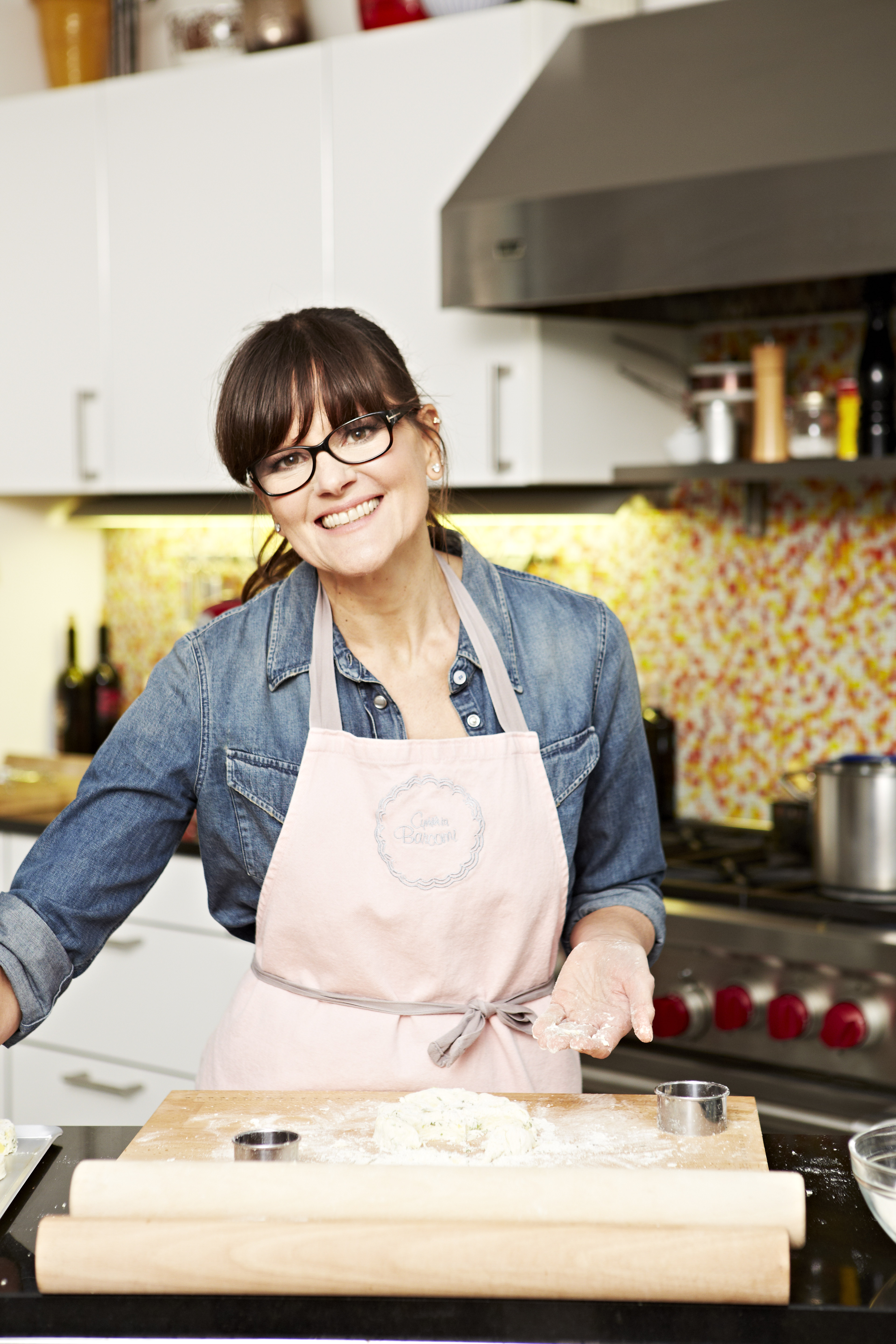
Cynthia Barcomi (2015)

Cynthia Barcomi Friedman (* 29. Mai 1963 als Cynthia Barcomi in Seattle, Washington, Vereinigte Staaten) ist eine US-amerikanische Tänzerin, Konditorin, Fernsehköchin, Unternehmerin und Kochbuchautorin. Sie lebt und arbeitet in Berlin.

## Leben

### Kindheit und Jugendalter
Sie wuchs bei ihren Eltern (mit jüdischen Wurzeln) als jüngste von drei Schwestern in Seattle im Bundesstaat Washington der Vereinigten Staaten auf. Ihr Vater war Anwalt und ihre Mutter Hausfrau. 1979 besuchte Barcomi das Internat Emma Willard School in Troy im US-Bundesstaat New York. Nach der Schulzeit auf dem Internat ging sie bis 1985 auf die Columbia University, diese absolvierte sie mit einem Bachelor of Arts Diplom mit Auszeichnungen in Philosophie und Theaterwissenschaft.
Im Sommer 1984 studierte sie in der Circle in the Square Theatre School in New York City.

### Umzug nach Berlin
Ganz allein zog Barcomi 1985 nach West-Berlin und arbeitete als ausgebildete Tänzerin. Anfänglich hatte sie Schwierigkeiten sich zu etablieren, auch weil sie niemanden kannte und kein Deutsch sprach. Mit Beginn des Tanztrainings lernte sie andere Tänzer kennen und begann in Berlin Fuß zu fassen. Während ihrer Studienzeit war sie bereits öfter in Europa, beispielsweise besuchte sie die Sorbonne in Paris, und in Florenz ein Studienprogramm der Columbia University. Ihre Eltern versuchten sie anfänglich noch davon zu überzeugen, dass Paris eine bessere Wahl als Berlin sei.
Als passionierte Tänzerin wählte sie allerdings Berlin, denn schon in New York hatte sie das deutsche Tanztheater inspiriert, besonders die Technik von Pina Bausch hatte es ihr angetan. Daher ging sie in ihre Wahlheimat Berlin, um diese Inspiration des deutschen Tanztheaters ausleben zu können.

### Unternehmensgründung

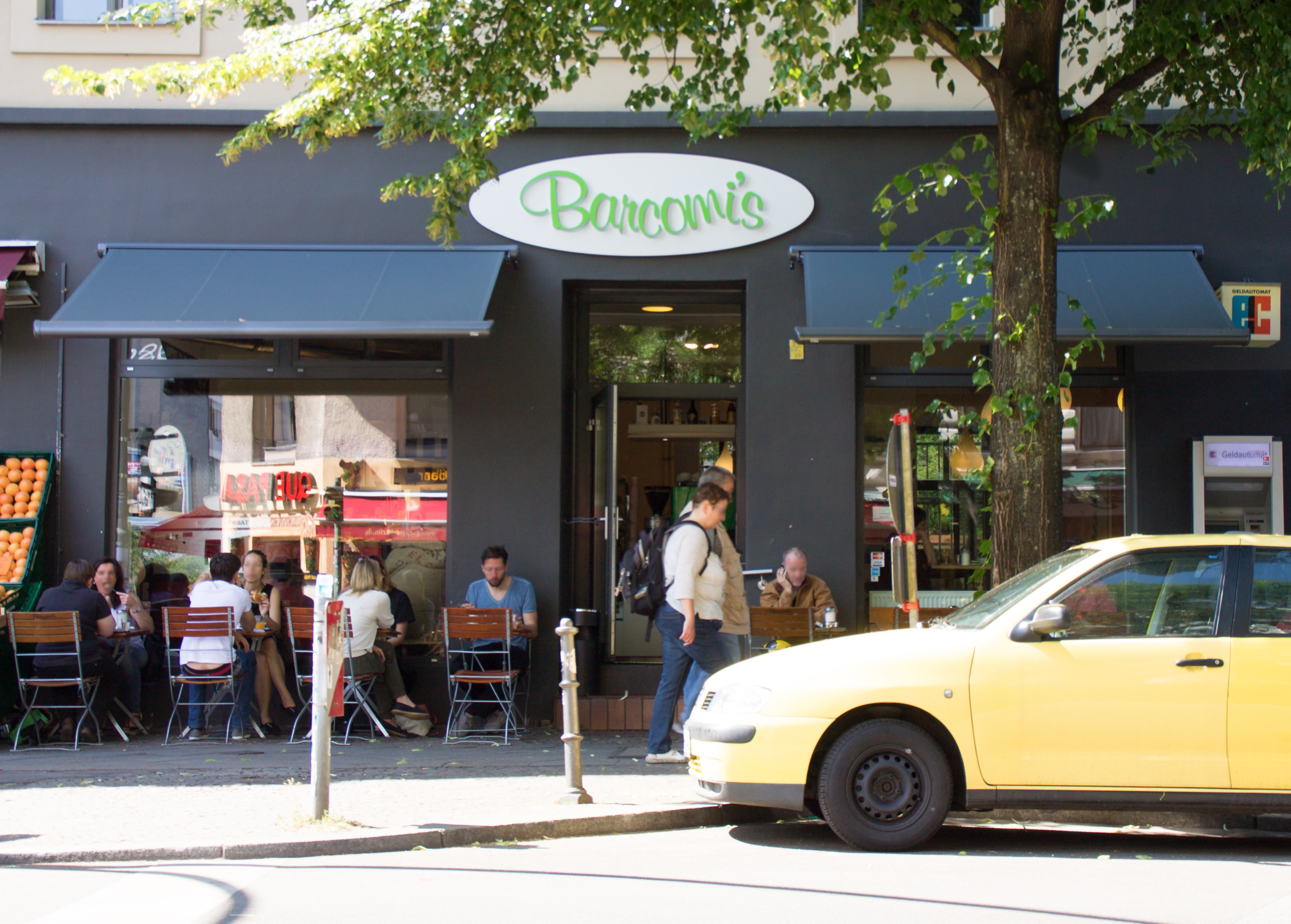
Barcomi's Kaffeerösterei in Berlin-Kreuzberg

Nach der Geburt ihrer zweiten Tochter begann sie 1993 an einer Zukunft nach dem Tanzen zu arbeiten. Bereits in ihrer Kindheit war das Backen und Kochen eine ihrer Leidenschaften. So sollten Amerikanische Backspezialitäten ein großer Bestandteil ihres Businessplans sein.
Mit nur 15.000 DM (ca. 7.670 Euro) Eigenkapital, das sie von ihrer Familie erhalten hatte, versuchte sie diverse Finanzdienstleister und die IHK Berlin von ihrer Idee "Café mit Kaffeerösterei" zu überzeugen. Viele Finanzinstitutionen verweigerten ihr das nötige Startkapital, unter anderem wegen der fehlenden deutschen Staatsbürgerschaft und dem bis dahin noch nicht existenten Markt für Amerikanische Backwaren. Nur mit Hilfe einer Bürgschaftsbank gelang ihr die Finanzierung ihrer ersten Unternehmensgründung.
Ab 1994 gründete sie schließlich Barcomi's Café & Kaffeerösterei in der Bergmannstraße 21 im Berliner Ortsteil Kreuzberg, wo sie ihre Backspezialitäten und geröstete Kaffeebohnen anbietet.
Seit dieser Zeit zählen Kunden wie die Feinschmeckerabteilung des Berliner Kaufhaus des Westens, das Hotel Madison in der Friedrichstraße, das Hotel Adlon am Brandenburger Tor oder das Vitra Design Museum in Prenzlauer Berg zu ihren Abnehmern.
1997 eröffnete sie ihr zweites, größeres Café, das Barcomi’s Deli. Auch bei diesem Café sollte sie wieder ihre Überzeugungskraft beweisen müssen – so lehnte ihre Hausbank die Finanzierung des Startkapitals ab. Erst mit der Berliner Volksbank fand sie einen Partner, der ihr das Startkapital zur Verfügung stellte. 2010 wurde das frei gewordene Nebengeschäft in das Café integriert, so verfügte das Deli über doppelt so viele Sitzplätze wie noch zu Eröffnung. Es befand sich auf dem zweiten Hof der Sophie-Gips-Höfe in der Sophienstraße 21 im Berliner Bezirk Mitte. Das Deli-Café musste aufgrund ausbleibender Gäste aufgrund der Corona-Pandemie im Juni 2020 aufgegeben werden. Cynthia Barcomi schloss sich daraufhin einer Sammelklage an, um auf Entschädigungszahlungen wegen der Corona-Maßnahmen der Bundesregierung zu klagen.
Zusammen mit ihrer ältesten Tochter Esmé gründete sie 2009 die Cynthia Barcomi Kitchenware. Unter dieser Marke vertreibt Barcomi gemeinsam mit ihrer Tochter ihre selbst entworfenen Backformen, Küchenutensilien und eine Schürzen-Kollektion für Profis und Zuhause. Die Produkte können in ihren Läden sowie im Online-Shop, in ausgewählten Küchen-Fachgeschäften und auf Shopping TV-Sendern erworben werden. Esmé hat zudem die Geschäftsbereiche Catering und Sondertorten weiter ausgebaut.

### Fernsehkarriere
Mit ihren amerikanischen Backspezialitäten hat Barcomi nicht nur in Berlin, sondern mittlerweile auch in ganz Deutschland einen hohen Bekanntheitsgrad erreicht. Sie wird von Fernsehsendern immer wieder als Backspezialistin eingeladen, so war oder ist sie unter anderem bei folgenden TV-Formaten zu sehen:
- Süß und lecker, eine Wettkampf-Backshow mit ihr als Jury des WDR
- Volle Kanne, eine Informationssendung des ZDF[19]
- ARD Buffet, eine Informations- und Kochsendung der ARD
- Sweet And Easy - Enie backt, eine Back- und Kochsendung mit Enie van de Meiklokjes auf SIXX[20]
- Abenteuer Leben, ein Wissenschafts-Magazin auf kabel eins[21]
- Insight Germany, beim Sender Deutsche Welle[22]
- NRW Duell, eine Wettkampf-Kochsendung mit ihr als Teilnehmer im WDR[23]
- Cynthia Barcomi Kitchenware, beim Shoppingsender QVC[24]
- seit 2025: Sat.1-Frühstücksfernsehen, Beiträge What the Back!? in der Live-Sendung am Morgen in Sat.1

### Markenbotschafterin
Seit Anfang 2014 ist Barcomi Markenbotschafterin für einen US-amerikanischen Hersteller elektrischer Küchenmaschinen auf dem deutschen Markt. Als Botschafterin entwickelt Barcomi monatlich unterschiedlichste Rezepte und zeigt dabei ihre Backkunst und ebenso die unterschiedlichen Anwendungsmöglichkeiten für die Küchenmaschinen, für unterschiedliche Produkte und Geräte des Herstellers.

### Autorin
Neben ihren Back- und Kochbüchern schreibt Barcomi auch für Magazine und Zeitschriften. Ihre Artikel sind unter anderem in der Vital, kochen & genießen, Baking Heaven und LECKER Bakery zu lesen. Seit Januar 2015 schreibt sie in der zum Gruner + Jahr Verlag gehörenden Zeitschrift Living at Home eine monatlich erscheinende Kolumne.
Des Weiteren kann man sie auf diversen Internet-Blogs als Gast-Autorin lesen, zum Beispiel beim Blog Serious About Food der Firma KitchenAid oder für EDITED The Blog. Sie betreibt auch einen eigenen Blog, in dem sie über ihr öffentliches Leben und ihre Arbeit schreibt.
Am 8. März 2016 veröffentlichte Barcomi zusammen mit Ulf Meyer zu Kueingdorf ihr sechstes Backbuch mit dem Titel "Cheesecakes, Pies & Tartes" im Mosaik Verlag.

### Ehen und Familie
Sie lebt heute in Berlin-Zehlendorf unweit des Schlachtensees mit ihrem zweiten Ehemann Harvey Friedman, einem US-amerikanischen Film- und Theaterschauspieler. Die beiden lernten sich 1994 kennen und haben 2003 geheiratet. Mit ihm hat sie heute zwei Kinder. Zur Familie gehören noch ihre zwei Töchter Esmé und Coco aus erster Ehe.

## Auszeichnungen
- 2015: eat! berlin Preis 2015 "Bester Event" (Publikumspreis)[35]

## Werke
- Cynthia Barcomi: Cynthia Barcomi's Backbuch. Hrsg.: Ulf Meyer zu Kueingdorf. Mosaik bei Goldmann Verlag, München 2007, ISBN 978-3-442-39118-9, S. 160.
- Cynthia Barcomi: Kochbuch für Feste. Mosaik bei Goldmann Verlag, München 2008, ISBN 978-3-442-39150-9, S. 176.
- Cynthia Barcomi: Backen. I love baking. Mosaik bei Goldmann Verlag, München 2010, ISBN 978-3-442-39160-8, S. 106.
- Cynthia Barcomi: Let's Bake. 70 wundervolle Back-Rezepte, die perfekt gelingen! Hrsg.: Ulf Meyer zu Kueingdorf. Mosaik bei Goldmann Verlag, München 2013, ISBN 978-3-442-39242-1, S. 160.
- Cynthia Barcomi: Cookies. Hrsg.: Ulf Meyer zu Kueingdorf. Mosaik bei Goldmann Verlag, München 2015, ISBN 978-3-442-39278-0, S. 160.
- Cynthia Barcomi, Ulf Meyer zu Kueingdorf: Cheesecakes, Pies & Tartes. Mosaik bei Goldmann Verlag, München 2016, ISBN 978-3-442-39301-5, S. 176.